# The Dub Room Special (1982.)
The Dub Room Special je film kojem je producent bio američki glazbenik Frank Zappa, a izlazi u listopadu 1982.g. Ovaj video uradak spaja Zappinu izvedbu 27. kolovoza 1974., koncert u "The Palladiumu" (New York) 31. listopada 1981., nekoliko glinenih animacija od Brucea Bickforda i nekoliko intervjua. Ovaj film bilo je moguće nabaviti samo putem elektronske pošte, radi čega je bio gotovo ne primijećen kod Zappinih obožavatelja dok nije izašao na DVD-u 17. listopada 2005. i tako postao dostupan široj javnosti. DVD verzija je dotjerana i blago se razlikuje od Zappine. 2007. izlazi album pod istim imenom s glazbenim materijalom iz filma.

## Popis pjesama
- 1. "Kim?"/The Dog Breath Variations/Uncle Meat
- 2. Room Service
- 3. Nig Biz
- 4. Approximate
- 5. Cosmik Debris
- 6. Cocaine Decisions
- 7. "The Massimo Bassoli Instant Italian Lesson"/Montana
- 8. "In Case You Didn't Know"/Tengo Na Minchia Tanta
- 9. Florentine Pogen
- 10. Stevie's Spanking
- 11. Stink-Foot
- 12. Flakes
- 13. Inca Roads
- 14. Easy Meat
- 15. "Huh-Huh-Huh"

Sljedeća dijela bila su obrisana iz originalnog izdanja.
- Zappa govori o Kompakt Videu
- Stanka nakon skladbe "Florentine Pogen" i Zappinog neprekidnog govora.

## Izvođači

### Kolovoz 1974. sastav
- Frank Zappa - gitara, vokal, udaraljke
- George Duke - klavijature, vokal
- Ruth Underwood - udaraljke
- Chester Thompson - bubnjevi
- Tom Fowler - bas-gitara
- Napoleon Murphy Brock - flauta, saksofon, vokal

### Listopad 1981. sastav
- Frank Zappa - prva gitara, vokal
- Ray White - gitara, vokal
- Steve Vai - gitara, vokal
- Tommy Mars - klavijature, vokal
- Bobby Martin - klavijature, saksofon, vokal
- Ed Mann - udaraljke, vokal
- Scott Thunes - bas-gitara, vokal
- Chad Wackerman - bubnjevi

## Vanjske poveznice
- The Dub Room Special u internetskoj bazi filmova IMDb-a
- Informacije na globalia.netu